# Mycosphaerella stramenti
Mycosphaerella stramenti är en svampart som beskrevs av Crous & Alfenas 2006. Mycosphaerella stramenti ingår i släktet Mycosphaerella och familjen Mycosphaerellaceae.   Inga underarter finns listade i Catalogue of Life.